# Coralie Lassource
Coralie Gladys Lassource (Maisons-Laffitte, 1 september 1992) is een Franse handbalspeler die lid is van de Franse nationale ploeg.
Ze is de oudere zus van Déborah Lassource. Ze speelden samen bij Issy Paris van 2014 tot 2017 en later in de Franse nationale ploeg.

## Carrière

### Club
Lassource begon op tienjarige leeftijd met handballen nadat ze met haar ouders naar Martinique was verhuisd. Later speelde ze voor het 2e team van Issy Paris Hand. Nadat het eerste team uit de hoogste Franse competitie moest degraderen, schoof ze na het vertrek van verschillende speelsters door naar het eerste team. Met Issy Paris Hand won ze in 2010 het kampioenschap van de tweede divisie en vierde ze de daarmee gepaard gaande promotie naar de eerste divisie.
Na de promotie toonde Issy Paris Hand met Lassource al snel weer aan een topclub te zijn en in 2013 werd de Franse League Cup gewonnen. In hetzelfde jaar stond Issy Paris Hand in de finale van de EHF European Cup Winners' Cup, waarin het team in zowel de heen- als de terugwedstrijd met duidelijke cijfers verloor van het Oostenrijkse Hypo Niederösterreich. Het volgende seizoen bereikte het team opnieuw een Europa Cup-finale in de EHF Challenge Cup. Dit keer was de tegenstander het Zweedse H 65 Höör dat een gelijkwaardige tegenstander bleek. De Fransen verloren op die finale op uitdoelpunten.
Lassource stapte in 2017 over naar Hongaarse eersteklasser Érd NK, waar ze 2 seizoenen speelde. Daarna keerde ze terug naar de Franse competitie bij de eersteklasser Brest Bretagne Handball. Met Brest won ze in 2021 zowel het Franse kampioenschap als de Franse beker. Verder stond Lassource in 2021 voor de derde keer in haar loopbaan in een Europese finale. In die finale van de EHF Champions League werd verloren van het Noorse topteam Vipers Kristiansand.

### Nationaal team
Lassource speelde voor diverse Franse nationale jeugdteams, waarmee ze als vierde eindigde op zowel het EK U-17 in 2009 als het WK U-18 in 2010. Bij het EK U-19 in 2011 eindigde ze met het Franse team op de tiende plaats. Een jaar later won ze met de Franse selectie de zilveren medaille op het WK U-20 in 2012.
Coralie Lassource maakte op 8 oktober 2015 haar debuut voor Frankrijk in een wedstrijd tegen IJsland. Datzelfde jaar werd Lassource geselecteerd voor het WK, waarvoor ze twee doelpunten scoorde in zes optredens. Op de Olympische Spelen van Tokio was Lassource aanvoerder van het Franse team en won de gouden medaille. Ze droeg in totaal tien treffers bij aan het succes. Later dat jaar won ze de zilveren medaille op de Wereldkampioenschappen en werd ze geselecteerd voor het All-Star-team. Bij het Europees kampioenschap van 2022 werd ze vierde met het Franse team, nadat in de troostfinale van Montenegro werd verloren.